# Polyphlebium colensoi
Espèce
Répartition géographique
Polyphlebium colensoi est une fougère de la famille des Hyménophyllacées, endémique de Nouvelle-Zélande.

## Description
En plus des caractéristiques du genre, cette espèce est remarquable par la très grande longueur du style du sore. Par ailleurs, les frondes sont courtes et divisées deux fois.

## Distribution
Cette espèce est présente uniquement en Nouvelle-Zélande, dans l'île du Nord (espèce endémique).

## Historique et position taxinomique
En 1854, Joseph Dalton Hooker publie la description de cette espèce à partir d'un exemplaire collecté par William Colenso dans le centre de l'île du nord de Nouvelle-Zélande en la dédicaçant à son collecteur. Il associe à cette description tant son collecteur que son père William Jackson Hooker.
En 1938, Edwin Bingham Copeland la classe dans le genre Vandenboschia : Vandenboschia colensoi (Hook.f.) Copel.. En 1933, il l'avait placé dans le groupe Pyxidiferum : ce classement préfigure la position actuelle de cette espèce.
En 1968, Conrad Vernon Morton la place dans la section Lacosteopsis du sous-genre Trichomanes du genre Trichomanes.
En 2006, Atsushi Ebihara & Kunio Iwatsuki la déplacent dans le genre Polyphlebium
Elle compte donc deux synonymes :
- Trichomanes colensoi Hook.f..
- Vandenboschia colensoi (Hook.f.) Copel.